# Rolf Kreyer
Rolf Kreyer (* 1973 in Bad Neuenahr-Ahrweiler) ist ein deutscher Anglist.

## Leben
Nach seinem 1992 am Peter-Joerres-Gymnasium in Bad Neuenahr-Ahrweiler bestandenen Abitur studierte Kreyer zwischen 1993 und 2000 Englisch und Mathematik für das höhere Lehramt an den Universitäten in Bonn und der University of Wales, Lampeter. Im Anschluss daran blieb er an der Bonner Universität und wurde dort 2004 mit einer Arbeit zur Inversion im Englischen promoviert und 2008 in englischer Philologie habilitiert. Seit dem Sommersemester 2010 ist er Professor für Englische Sprachwissenschaft an der Philipps-Universität Marburg. Seine Antrittsvorlesung hielt er am 3. Juni 2011 mit dem Thema „Über den Nutzen eines Popmusik-Korpus für die Sprachwissenschaft“.
2024 erhielt Kreyer den Ars legendi-Preis für exzellente Hochschullehre.
Kreyers Forschungsschwerpunkte liegen in den Bereichen Korpus- und Textlinguistik, Kognitive Linguistik und Syntax.

## Schriften
- Inversion in Modern Written English. Syntactic Complexity, Information Status and the Creative Writer. Gunter Narr, Tübingen 2006, ISBN 3-8233-6227-5 [= Dissertation].
- Introduction to English Syntax. Textbooks in English Language and Linguistics. Peter Lang, Frankfurt a. M. 2010, ISBN 978-3-631-55961-1.